# Cumbre de la oposición siria en Doha
La Cumbre de la oposición siria  en Doha tiene lugar desde principios de noviembre de 2012 con el objetivo de unificar los diferentes opositores sirios al gobierno de Bashar al-Asad bajo una única asociación.

## Desarrollo
El 1 de noviembre EE. UU. decidió retirar su apoyo al Consejo Nacional Sirio (CNS), el principal organismo de la oposición siria en el exterior, debido a que consideró que está formado por exiliados políticos que no representan a los opositores de dentro del país. Por ello propuso un nuevo gobierno que contara con la participación del ex primer ministro Riyad Hijab, el cual contó con el apoyo del líder del Consejo Militar Supremo, el  General Mustafa Al-Sheikh.
Como consecuencia de ello el CNS pareció ofenderse y reaccionó con un plan para transladarse al interior del país (ya que estaba basado en Turquía) con el cual pretendían recuperar la legitimidad perdida.
Además se organizó en Doha una reunión crucial de cuatro días (4-8 de noviembre) para reestructurar a la oposición.
Al día siguiente se informó de la creación de la Iniciativa Nacional Siria, la cual había sido planeada por el empresario y opositor sirio Riad Seif con el objetivo de organizar un nuevo gabinete formado en un 15% por el CNS, en un  40% por miembros de la oposición interna y en un 35% por liberales. 
El plan fue recibido con escepticismo por el CNS, cuyos miembros pusieron en duda la capacidas de Seif para liderar la oposición debido a que estaba enfermo de cáncer. Su líder, Abdulbaset Sieda, criticó la iniciativa como una intromisión de EE. UU. en la política interna de la oposición siria.
Otras figuras opositoras como Bassma Kodmani (ex-portavoz del CNS) calificaron favorablemente la iniciativa de Seif.
El 4 de noviembre tuvo lugar la primera reunión de la conferencia en Doha. Sieda dijo que se había aceptado elegir un nuevo líder para el CNS (en respuesta a las críticas de que el grupo estaba monopolizado por la Hermandad musulmana) y dijo que estaba dispuesto a escuchar la propuesta de la Iniciativa Nacional, aunque declaró que el CNS no tenía ninguna intención de dejarse desplazar como el principal grupo de la oposición siria.
El 5 de noviembre el CNS aprobó doblar su número de miembros de 222 a 420 para incluir a miembros de la oposición interna del país.
La propuesta de la Iniciativa Nacional fue nuevamente criticada, en esta ocasión por los Comités de Coordinación Local (LCC por sus siglas en inglés); que la consideraban una interferencia en los asuntos internos de la oposición y por el exlíder del CNS, Burhan Ghalioun.
Riad Seif viajó a Amán para explicar su propuesta de la Iniciativa Nacional y dijo que no aspiraba a tener poder sino a trabajar por Siria, por lo que anunció que no se presentaría para presidir el proyecto.
El 6 de noviembre el ex primer ministro Hijab dijo no tener interés en liderar la Iniciativa Nacional. Paralelamente, los LCC dijeron estar dispuestos a aceptar el proyecto solo si se descartaba cualquier negociación con el Gobierno del presidente (Asad), aunque manifestaron estar dispuestos a incluir figuras desertoras de éste.
Sieda declaró en el tercer día de reunión estar dispuesto a aceptar la Iniciativa Nacional si se mantenía al CNS como la piedra angular del proyecto.
El 8 de noviembre, el último día de la conferencia, el CNS descartó aparentemente la Iniciativa, y como consecuencia varios de sus miembros abandonaron y dimitieron de sus cargos.
El 9 de noviembre, a pesar de que el proyecto parecía estar descartado, los líderes de la oposición insistieron estar haciendo avances.
El CNS, que paralelamente estaba haciendo una cumbre interna en la ciudad, decidió elegir un nuevo presidente, lo cual dio nuevas esperanzas al proyecto. No obstante, los LCC decidieron separarse del CNS porque lo consideraba incapaz de "adoptar un plan de reforma global", e igualmente Adib al Shishakli, uno de los fundadores del CNS, abandonó el grupo porque consideraba que había fracasado y que actuaba de manera "sexista y exclusivista".
Una fuente interna del CNS aseguró que se iba a tomar una decisión en las próximas horas, presionados por Estados Unidos y Catar.
El 10 de noviembre George Sabra fue presentado como presidente del CNS en sustitución de Sieda.
El 11 de noviembre se llegó finalmente a un acuerdo, y se anunció la creación de un nuevo grupo, la Coalición Nacional para las Fuerzas de la Oposición y la Revolución Siria.

## Iniciativa Nacional Siria
La Iniciativa Nacional Siria (INS) fue, según su creador, " un proyecto equilibrado, que integra a los diferentes componentes de la sociedad siria: alauitas, cristianos, sirios del interior, del exterior", así como el CNS.
Originalmente planeó reagrupar a "14 miembros del buró ejecutivo del CNS, tres del Consejo nacional kurdo, representantes locales civiles y militares, figuras históricas de la oposición y dignatarios religiosos (ulemas)".
El texto que presentó Seif especifica que la unión de todas las facciones bajo el estandarte de la INS habría permitido a la nueva organización trabajar para "preservar la soberanía nacional y la independencia de las decisiones sirias, la unidad geográfica de la nación y la unidad del pueblo". Asimismo, resalta la importancia de establecer una Siria "civil, plural y democrática".

Entre sus objetivos se encontraban:
- Establecer un fondo para apoyar al pueblo sirio
- Apoyar al Ejército Libre de Siria
- Administrar los territorios "liberados"
- Planear el periodo de transición
- Conseguir el reconocimiento de la comunidad internacional

Con este fin, los representantes de la oposición política en Siria, el Ejército Libre, los consejos militares, las fuerzas rebeldes, los consejos locales y las figuras nacionales fueron invitadas a formar parte de:
- El Cuerpo de la Iniciativa (que incluirá a losrepresentantes de grupos políticos, consejos locales, fuerzas rebeldes y figuras nacionales)
- Un Consejo Militar Supremo (que incluirá a los representantes de los consejos militares y de las brigadas rebeldes)
- Un Comité Judicial
- Un Gobierno de Transición (que será constituido por tecnócratas)

Muchos de estos principios y objetivos se plasmaron finalmente en la Coalición Nacional para las Fuerzas de la Oposición y la Revolución Siria.